# Серсо (катание обруча)

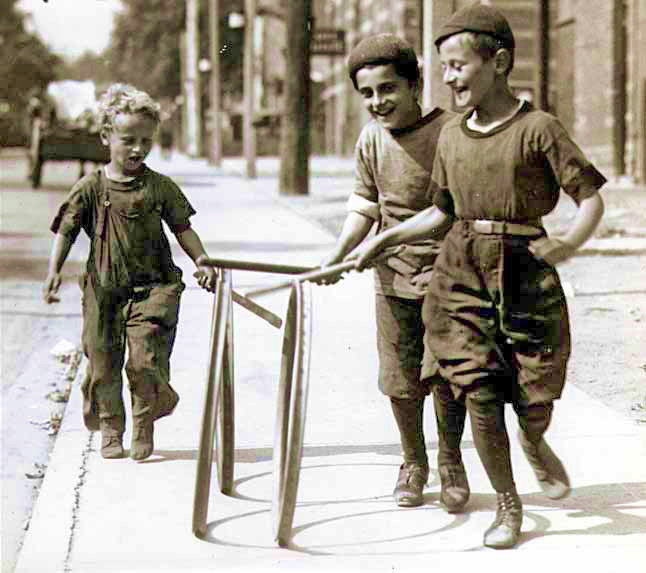
Дети в Торонто.1922 год

Серсо́ (от фр. cerceau — обруч) — игра, заключающаяся в катании обруча по земле при помощи палки. В Европе эта игра известна с античных времён. Варианты этой игры известны у многих народов Азии, Африки и Европы. В Азии игра была известна со времён Древнего Китая, в Европе с Древней Греции.
Наиболее распространёнными материалами для изготовления являлись дерево и металл. Деревянные обручи и палка около одного фута в длину. Металлические обручи, чтобы не было травм, зачастую использовались вместе с металлическим крючком.

## История
Различные версии игр с обручем встречаются в традициях разных народов. Игра, известная как hoop-and-pole, повсеместно распространена по всей Африке. В Америке также существует большое количество вариантов игры с обручами из различных материалов и разных размеров.

### Древняя Греция

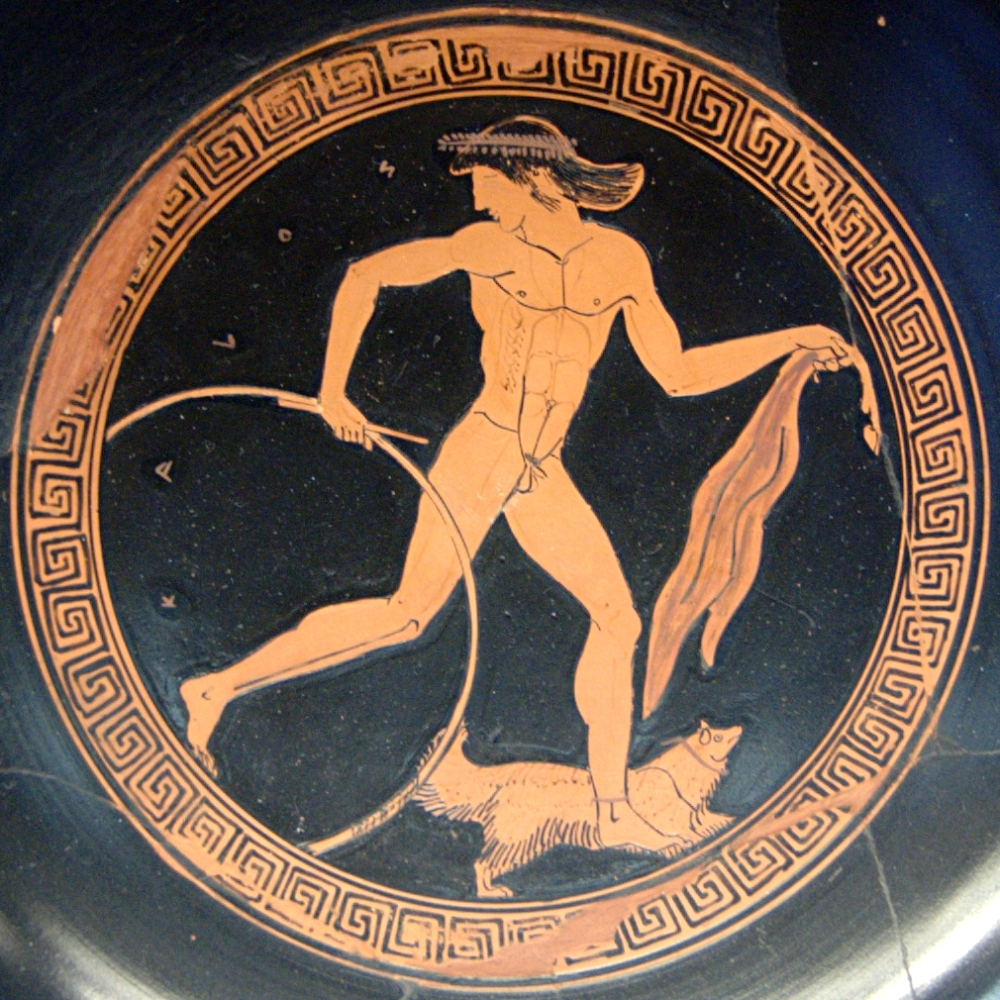

Катание обруча практиковалось в гимназиях, также обруч использовался для танцев. Игры с обручем стали популярной формой отдыха, однако соответствующих соревнований на крупных спортивных мероприятиях не проводилось.
Греческие обручи изготавливались из бронзы, железа или меди, их катали по земле палкой. Размер обруча был такой, чтобы доставать до груди игрока. Судя по рисункам на греческих вазах, палки для катания обруча были короткими и прямыми. Гиппократ рекомендовал игру с обручем как полезную для здоровья и «для укрепления слабых конституций». Даже самые маленькие дети играли с обручами: это упоминается Еврипидом в его трагедии Медея, в которой двое маленьких сыновей приняли смерть от рук матери после возвращения с прогулки, где катали обручи.
Также обруч имел символическое значение в греческих мифах и культуре. Бронзовый обруч был одним из игрушек младенца Диониса, катание обруча — это атрибут Ганимед, часто изображается на греческих вазах, картинах, мозаиках.

### Древний Рим

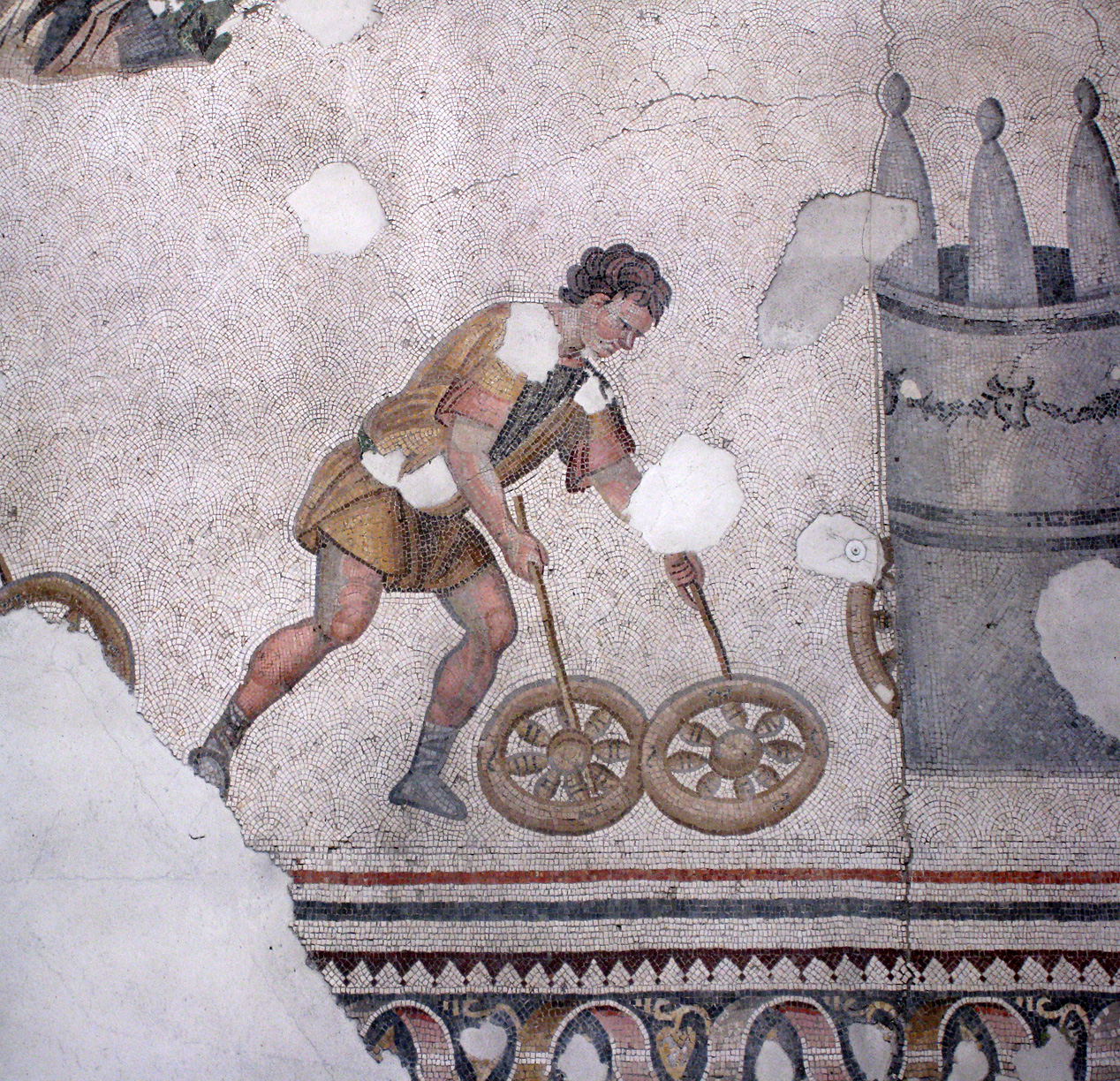

Римляне узнали эту игру от греков, называя её «греческим обручем» или латинским термином trochus. Палка для игры в серсо называлась римлянами clavis или radius. Она имела форму ключа и изготавливалась из металла, а ручка — из дерева. В качестве обручей иногда использовались деревянные колёса, которые снимали с телег. По словам Страбона, одним из самых популярных мест в Риме для игры в серсо был Campus Martius.

## Повсеместное распространение в Европе XIX века

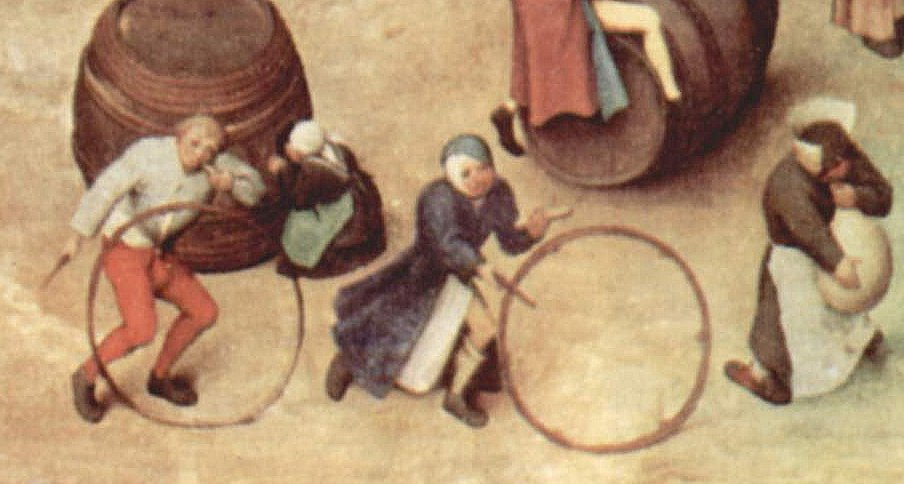

В начале XIX века путешествующие по Европе встречали в разных её городах детей, играющих с обручем; обычно играли мальчики около 12 лет.

## В культуре
- В детском мультипликационном киножурнале «Светлячок № 1» в новелле «Хитрый лягушонок» лягушонок играет в серсо и с помощью обруча спасается сам и спасает других лягушек от цапли.